# Litsea acuminata
Litsea acuminata (Blume) Sa.Kurata – gatunek rośliny z rodziny wawrzynowatych (Lauraceae Juss.). Występuje naturalnie w Japonii oraz na Tajwanie.

## Morfologia
PokrójZimozielone drzewo.
LiścieNaprzemianległe. Mierzą 8–13 cm długości oraz 2–3 cm szerokości. Blaszka liściowa lancetowata, u nasady klinowata, na wierzchołku spiczasto zakończona, od spodu owłosiona. Ogonek liściowy jest nagi i dorasta do 5–20 mm długości.
KwiatyNiepozorne, rozdzielnopłciowe, zebrane po 3–4 w baldachy, rozwijają się w kątach pędów.
OwoceMają elipsoidalny kształt.

## Biologia i ekologia
Jest rośliną dwupienną. Rośnie w wiecznie zielonych lasach. Kwitnie od lutego do marca.